# Jock Stein
John Stein, conosciuto come Jock (Hamilton, 5 ottobre 1922 – Cardiff, 10 settembre 1985) è stato un calciatore e allenatore di calcio scozzese.
È stato inserito nella top ten dei migliori allenatori di tutti i tempi;  Fu il primo tecnico a centrare il cosiddetto triplete, conquistandolo alla guida del Celtic nella stagione 1966-1967.
Inoltre a Jock Stein è stata dedicata una competizione, la Jock Stein Friendship  Cup, che si svolge dal 2006 tra Celtic e Albion Rovers.

## Carriera

### Giocatore

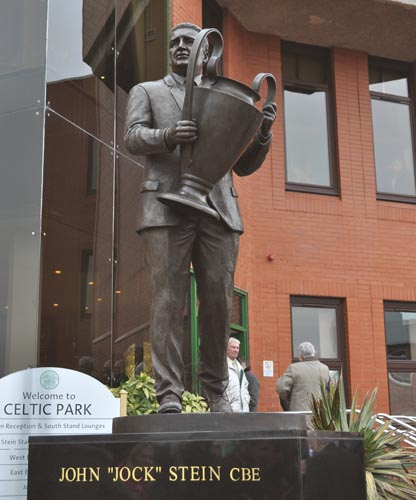
Statua in onore di Jock Stein all'entrata del Celtic Park.

Jock Stein iniziò la sua carriera da giocatore con gli Albion Rovers nel 1942, in Seconda Divisione. Nel 1943 ebbe una breve esperienza con il Dundee United, poi tornò al club di Coatbridge giocando, tra il 1948 e il 1950, solo 17 partite segnando due goal.
Nel 1950 Stein firmò per il Llanelli, squadra della Lega Gallese, quindi l'anno successivo approdò al Celtic, dove ottenne un double nel 1954 vincendo sia campionato, sia coppa nazionale. Si ritirò nel 1955 a causa di un infortunio.

### Allenatore
Terminata la carriera di calciatore, Stein rimase legato al Celtic come allenatore del settore giovanile (in cui valorizzò futuri talenti tra cui Billy McNeill e Paddy Crerand), ruolo che mantenne fino al 1960, anno in cui fu ingaggiato dal Dunfermline Athletic. Alla sua prima stagione vince la Coppa di Scozia (1961) eliminando l'Aberdeen e sconfiggendo il Celtic nella ripetizione della finale per 2-0. Si guadagna l'accesso alla Coppa delle Coppe e la stagione seguente torna a giocare una competizione europea lottando per le posizioni di vertice in campionato, finito in quarta posizione a pochi punti di distanza dal Celtic. Nella Coppa delle Fiere esclude l'Everton prima di uscire col futuro campione della competizione Valencia dopo uno 0-4 all'andata e un netto successo per 6-2 al ritorno, nella partita di ripetizione persa 1-0.
Nel 1964 fu ingaggiato dall'Hibernian di Edimburgo, quindi l'anno successivo, dopo un breve periodo in cui sedette sulla panchina della nazionale scozzese, tornò al Celtic come allenatore della prima squadra. Stein mantenne il ruolo di allenatore per tredici anni, fino al 1978, in cui vinse dieci campionati (di cui nove conquistati consecutivamente, dal 1966 al 1974), sette Coppe di Scozia, sei Coppe di Lega e soprattutto la Coppa dei Campioni nel 1967, occasione nella quale il Celtic si guadagnò il soprannome di Lisbon Lions. Dimostra di essere competitivo anche nelle competizioni europee. Al suo primo anno da manager del Celtic arriva in semifinale di Coppa delle Coppe, arrestato dal Liverpool dopo aver eliminato la Dinamo Kiev. L'anno seguente, alla sua prima partecipazione, vince la Coppa Campioni. Stein raggiunge la finale contro l'Inter avendo perso solo una partita, in trasferta col Vojvodina (1-0): i Celts restano solidi anche nella finale di Lisbona e rimontano l'iniziale vantaggio di Sandro Mazzola, diventando la prima squadra britannica a vincere il torneo.
Stein perde l'Intercontinentale col Racing Club (dopo tre partite), ma continua a fare bene in Europa vincendo nel corso delle annate contro Stella Rossa, Benfica, Fiorentina, Ajax, Újpest, Inter e pareggiando contro il Milan campione d'Europa 1969. Nel 1970 torna in finale di Coppa Campioni, tuttavia perde la sfida, in rimonta, contro il Feyenoord 2-1.
Nel 1978, dopo una breve parentesi al Leeds Utd, Stein passò sulla panchina della nazionale scozzese, che guidò ai Mondiali del 1982. Stein mantenne tale incarico fino alla morte, che lo colse a Cardiff il 10 settembre 1985, a causa di un attacco cardiaco che lo colpì mentre assisteva alla partita contro il Galles, valevole per la qualificazione ai Mondiali del 1986.

## Statistiche

### Statistiche da allenatore

#### Club
In grassetto le competizioni vinte.
| Stagione           | Squadra            | Campionato         | Campionato | Campionato | Campionato | Campionato | Coppe nazionali | Coppe nazionali | Coppe nazionali | Coppe nazionali | Coppe nazionali | Coppe continentali | Coppe continentali | Coppe continentali | Coppe continentali | Coppe continentali | Altre coppe | Altre coppe | Altre coppe | Altre coppe | Altre coppe | Totale | Totale | Totale | Totale | % Vittorie | Piazzamento   |
| Stagione           | Squadra            | Comp               | G          | V          | N          | P          | Comp            | G               | V               | N               | P               | Comp               | G                  | V                  | N                  | P                  | Comp        | G           | V           | N           | P           | G      | V      | N      | P      | %          | Piazzamento   |
| ------------------ | ------------------ | ------------------ | ---------- | ---------- | ---------- | ---------- | --------------- | --------------- | --------------- | --------------- | --------------- | ------------------ | ------------------ | ------------------ | ------------------ | ------------------ | ----------- | ----------- | ----------- | ----------- | ----------- | ------ | ------ | ------ | ------ | ---------- | ------------- |
| mar.-giu. 1960     | Dunfermline        | SDO                | 6          | 6          | 0          | 0          | -               | -               | -               | -               | -               | -                  | -                  | -                  | -                  | -                  | -           | -           | -           | -           | -           | 6      | 6      | 0      | 0      | 100,00&    | 13º           |
| 1960-1961          | Dunfermline        | SDO                | 34         | 12         | 7          | 15         | SC+SLC          | 8+6             | 6+2             | 2+1             | 0+3             | -                  | -                  | -                  | -                  | -                  | -           | -           | -           | -           | -           | 48     | 20     | 10     | 18     | 41,67      | 12º           |
| 1961-1962          | Dunfermline        | SDO                | 34         | 19         | 5          | 10         | SC+SLC          | 5+6             | 3+2             | 1+3             | 1+1             | CdC                | 6                  | 3                  | 0                  | 3                  | -           | -           | -           | -           | -           | 51     | 27     | 9      | 15     | 52,94      | 4º            |
| 1962-1963          | Dunfermline        | SDO                | 34         | 13         | 8          | 13         | SC+SLC          | 2+6             | 1+2             | 0+3             | 1+1             | CdF                | 5                  | 2                  | 0                  | 3                  | -           | -           | -           | -           | -           | 47     | 18     | 11     | 18     | 38,30      | 8º            |
| 1963-mar. 1964     | Dunfermline        | SDO                | 30         | 15         | 8          | 7          | SC+SLC          | 4+6             | 3+3             | 0+0             | 1+3             | -                  | -                  | -                  | -                  | -                  | -           | -           | -           | -           | -           | 10     | 6      | 0      | 4      | 60,00      | Dimissionario |
| Totale Dunfermline | Totale Dunfermline | Totale Dunfermline | 138        | 65         | 38         | 45         |                 | 43              | 22              | 10              | 11              |                    | 11                 | 5                  | 0                  | 6                  |             | -           | -           | -           | -           | 192    | 93     | 37     | 62     | 48,44      |               |
| mar.-giu. 1964     | Hibernian          | SDO                | 3          | 2          | 1          | 0          | -               | -               | -               | -               | -               | -                  | -                  | -                  | -                  | -                  | -           | -           | -           | -           | -           | 3      | 2      | 1      | 0      | 66,67      | 10º           |
| 1964-mar. 1965     | Hibernian          | SDO                | 25         | 16         | 3          | 6          | SC+SLC          | 4+6             | 3+4             | 1+1             | 0+1             | -                  | -                  | -                  | -                  | -                  | -           | -           | -           | -           | -           | 35     | 23     | 5      | 7      | 65,71      | Dimissionario |
| Totale Hibernian   | Totale Hibernian   | Totale Hibernian   | 28         | 18         | 4          | 6          |                 | 10              | 7               | 2               | 1               |                    | -                  | -                  | -                  | -                  |             | -           | -           | -           | -           | 38     | 25     | 6      | 7      | 65,79      |               |
| mar.-giu. 1965     | Celtic             | SDO                | 9          | 3          | 1          | 5          | SC              | 3               | 2               | 1               | 0               | -                  | -                  | -                  | -                  | -                  | -           | -           | -           | -           | -           | 12     | 5      | 2      | 5      | 41,67      | 8º            |
| 1965-1966          | Celtic             | SDO                | 34         | 27         | 3          | 4          | SC+SLC          | 7+11            | 4+8             | 2+1             | 1+2             | CdC                | 8                  | 6                  | 1                  | 1                  |             | -           | -           | -           | -           | 60     | 45     | 7      | 8      | 75,00      | 1º            |
| 1966-1967          | Celtic             | SDO                | 34         | 26         | 6          | 2          | SC+SLC          | 6+10            | 5+10            | 1+0             | 0+0             | CC                 | 9                  | 7                  | 1                  | 1                  | -           | -           | -           | -           | -           | 59     | 48     | 8      | 3      | 81,36      | 1º            |
| 1967-1968          | Celtic             | SDO                | 34         | 30         | 3          | 1          | SC+SLC          | 1+10            | 0+9             | 0+1             | 1+0             | CC                 | 2                  | 0                  | 1                  | 1                  | CInt        | 3           | 1           | 0           | 2           | 50     | 40     | 5      | 5      | 80,00      | 1º            |
| 1968-1969          | Celtic             | SDO                | 34         | 23         | 8          | 3          | SC+SLC          | 7+10            | 5+10            | 2+0             | 0+0             | CC                 | 6                  | 2                  | 2                  | 2                  | -           | -           | -           | -           | -           | 57     | 40     | 12     | 5      | 70,18      | 1º            |
| 1969-1970          | Celtic             | SDO                | 34         | 27         | 3          | 4          | SC+SLC          | 5+11            | 4+8             | 0+2             | 1+1             | CC                 | 9                  | 5                  | 1                  | 3                  | -           | -           | -           | -           | -           | 59     | 44     | 6      | 9      | 74,58      | 1º            |
| 1970-1971          | Celtic             | SDO                | 34         | 25         | 6          | 3          | SC+SLC          | 8+11            | 5+6             | 3+4             | 0+1             | CC                 | 6                  | 5                  | 0                  | 1                  | -           | -           | -           | -           | -           | 59     | 41     | 13     | 5      | 69,49      | 1º            |
| 1971-1972          | Celtic             | SDO                | 34         | 28         | 4          | 2          | SC+SLC          | 6+10            | 5+8             | 1+0             | 0+2             | CC                 | 8                  | 4                  | 3                  | 1                  | -           | -           | -           | -           | -           | 58     | 45     | 8      | 5      | 77,59      | 1º            |
| 1972-1973          | Celtic             | SDO                | 34         | 26         | 5          | 3          | SC+SLC          | 7+13            | 4+9             | 2+2             | 1+2             | CC                 | 4                  | 3                  | 0                  | 1                  | -           | -           | -           | -           | -           | 58     | 42     | 9      | 7      | 72,41      | 1º            |
| 1973-1974          | Celtic             | SDO                | 34         | 23         | 7          | 4          | SC+SLC          | 6+6             | 5+5             | 1+0             | 0+1             | CC                 | 8                  | 4                  | 2                  | 2                  | -           | -           | -           | -           | -           | 54     | 37     | 10     | 7      | 68,52      | 1º            |
| 1974-1975          | Celtic             | SDO                | 34         | 20         | 5          | 9          | SC+SLC          | 5+10            | 5+8             | 0+1             | 0+1             | CC                 | 2                  | 0                  | 1                  | 1                  | -           | -           | -           | -           | -           | 51     | 33     | 7      | 11     | 64,71      | 3º            |
| 1975-1976          | Celtic             | SPD                | 36         | 21         | 6          | 9          | SC+SLC          | 1+10            | 0+8             | 0+0             | 1+2             | CdC                | 6                  | 3                  | 2                  | 1                  | -           | -           | -           | -           | -           | 53     | 32     | 8      | 13     | 60,38      | 2º            |
| 1976-1977          | Celtic             | SPD                | 36         | 23         | 9          | 4          | SC+SLC          | 7+10            | 5+7             | 2+2             | 0+1             | CU                 | 2                  | 0                  | 1                  | 1                  | -           | -           | -           | -           | -           | 55     | 35     | 14     | 6      | 63,64      | 1º            |
| 1977-1978          | Celtic             | SPD                | 36         | 15         | 6          | 15         | SC+SLC          | 3+8             | 1+5             | 1+2             | 1+1             | CC                 | 4                  | 3                  | 0                  | 1                  | -           | -           | -           | -           | -           | 51     | 24     | 9      | 18     | 47,06      | 5º            |
| Totale Celtic      | Totale Celtic      | Totale Celtic      | 421        | 296        | 66         | 59         |                 | 198             | 147             | 32              | 19              |                    | 74                 | 42                 | 15                 | 17                 |             | 3           | 1           | 0           | 2           | 696    | 486    | 113    | 97     | 69,83      |               |
| ago.-set. 1978     | Leeds Utd          | FD                 | 9          | 3          | 3          | 3          | FLC             | 1               | 1               | 0               | 0               | -                  | -                  | -                  | -                  | -                  | -           | -           | -           | -           | -           | 10     | 4      | 3      | 3      | 40,00      | Dimissionario |
| Totale carriera    | Totale carriera    | Totale carriera    | 596        | 382        | 111        | 113        |                 | 252             | 177             | 44              | 31              |                    | 85                 | 52                 | 15                 | 23                 |             | 3           | 1           | 0           | 2           | 936    | 612    | 170    | 169    | 65,38      |               |

## Palmarès

### Giocatore

#### Competizioni nazionali
- Campionato scozzese: 1

Celtic: 1953-1954
- Coppa di Scozia: 1

Celtic: 1953-1954

#### Competizioni internazionali
- Coronation Cup

Celtic: 1953

### Allenatore

#### Competizioni nazionali
- Campionato scozzese: 10

Celtic: 1965-1966, 1966-1967, 1967-1968, 1968-1969, 1969-1970, 1970-1971, 1971-1972, 1972-1973, 1973-1974, 1976-1977
- Coppa di Scozia: 9

Dunfermline: 1960-1961
Celtic: 1964-1965, 1966-1967, 1968-1969, 1970-1971, 1971-1972, 1973-1974, 1974-1975, 1976-1977
- Coppa di Lega scozzese: 6  (record condiviso con Walter Smith e Scot Symon)

Celtic: 1965-1966, 1966-1967, 1967-1968, 1968-1969, 1969-1970, 1974-1975

#### Competizioni internazionali
- Coppa dei Campioni: 1

Celtic: 1966-1967

### Videografia
- Federico Ferri e Federico Buffa, Storie Mondiali: Diegooooooooo! (1986), Sky Sport, 2014.